# Mark Jansen
Mark Jansen (Reuver, Limburgo, Países Bajos; 15 de diciembre de 1978) es un músico neerlandés. Famoso por ser cofundador y guitarrista de los grupos de metal sinfónico, Epica, After Forever y MaYan.

## Biografía
Desde los 12 años de edad, Jansen se enamoró de la música Heavy metal y de la música clásica. Empezó a tocar la guitarra a sus 15 años, con el sueño de poder mezclar esos «dos extremos» musicales que tanto le apasionaban. En 1995, inspirado por bandas que mezclaban la música metal con música sinfónica, como Orphanage, Theatre of Tragedy y The Gathering, decide fundar el grupo After Forever, junto a su amigo, Sander Gommans. Con esta banda logran sacar dos álbumes de estudio, antes que Mark comenzara a tener ganas de explorar más horizontes musicales.
Estando aún en After Forever, Jansen decide comenzar un proyecto musical alterno, y al estar buscando vocalista para esta nueva banda, es como conoce a una joven Simone Simons (de 16 años) a través del chat del sitio web de After Forever. Simons, queriendo audicionar para el nuevo proyecto de Jansen, decide cantarle a través de una llamada telefónica y logra impresionarle con su talento, aunque Jansen reconoce que su voz aún no era suficientemente madura para la banda. A pesar de esto, Jansen y Simons comienzan una amistad que terminó en una relación amorosa.

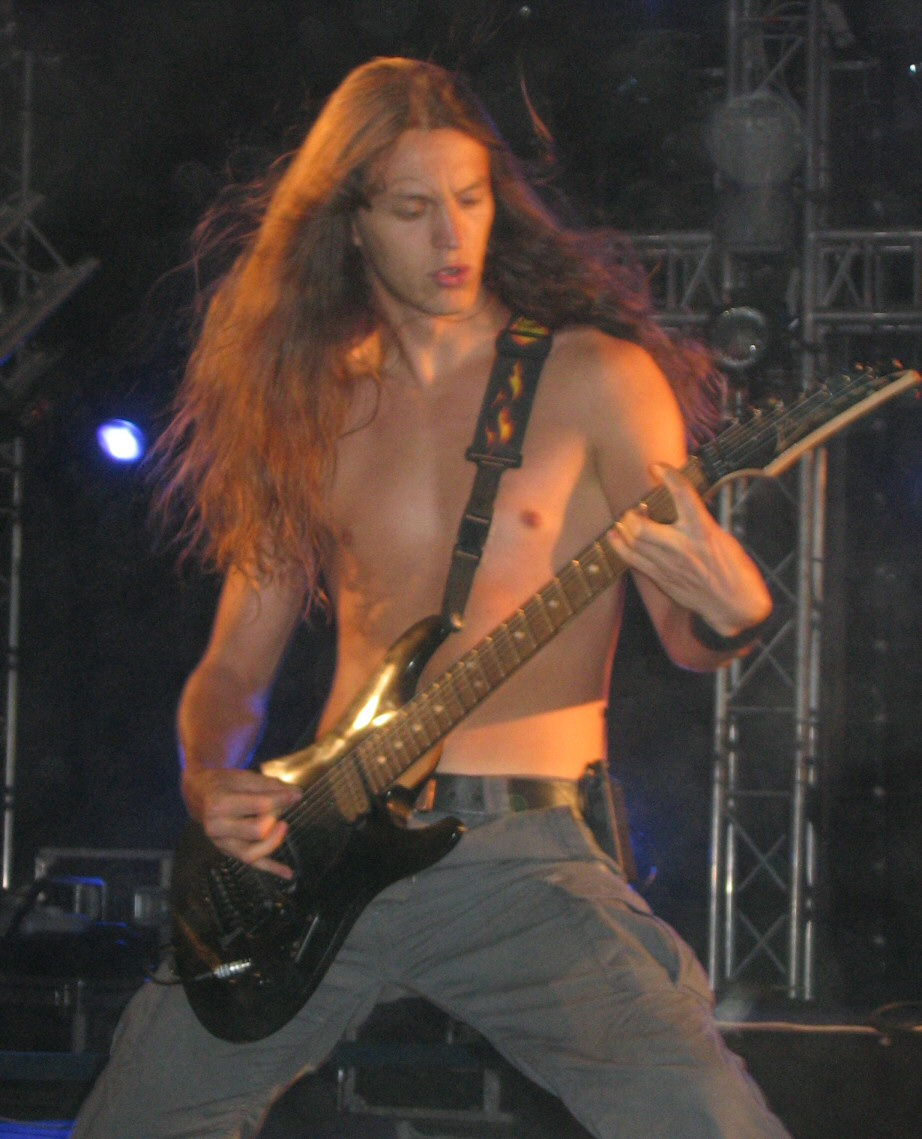
Mark Jansen en 2006.

En 2002, Mark Jansen decide dejar After Forever alegando diferencias musicales con su cofundador Sander Gommans y su vocalista Floor Jansen. Ya que Mark quería orientar a la banda hacia un sonido más clásico, mientras Gommans tenía una visión más orientada hacia un heavy metal más agresivo. Tras dejar la banda, el mismo año Mark decide dar forma a su nuevo proyecto musical, llamado Sahara Dust, junto con el guitarrista Ad Sluijter, e intentó contratar a la cantante Helena Michaelsen, pero al no lograr que Helena fuera parte del proyecto, decide introducir a su pareja Simone Simons como cantante del grupo. Más tarde la agrupación decide cambiar de nombre por el de Epica, inspirados por el álbum  “Epica” de 2003, del grupo Kamelot. Para el primer álbum de Epica, Jansen utiliza varias composiciones que había escrito con la intención que formaran parte del tercer álbum de After Forever.
El papel de Jansen en Epica es el de principal compositor, guitarrista y voces guturales. Después de varios años, Jansen termina su relación amorosa con Simone Simons, pero ambos deciden seguir trabajando juntos para mantener el éxito de la banda. Incluso revelaron en una entrevista que aún mantienen su amistad, a pesar de su pasado y su relación fallida. En 2005, Jansen trabajó junto con Ad Sluijter en la música para la película neerlandesa, Joyride.
En 2010, Mark Jansen decide fundar una nueva banda llamada MaYaN, junto al músico Jack Driessen. Más tarde se les une el guitarrista Frank Schiphorst. En esta nueva banda, decide hacer algo completamente diferente de lo que venía haciendo con Epica, y se enfoca en un sonido más «extremo» con tintes de Death metal.

## Vida personal

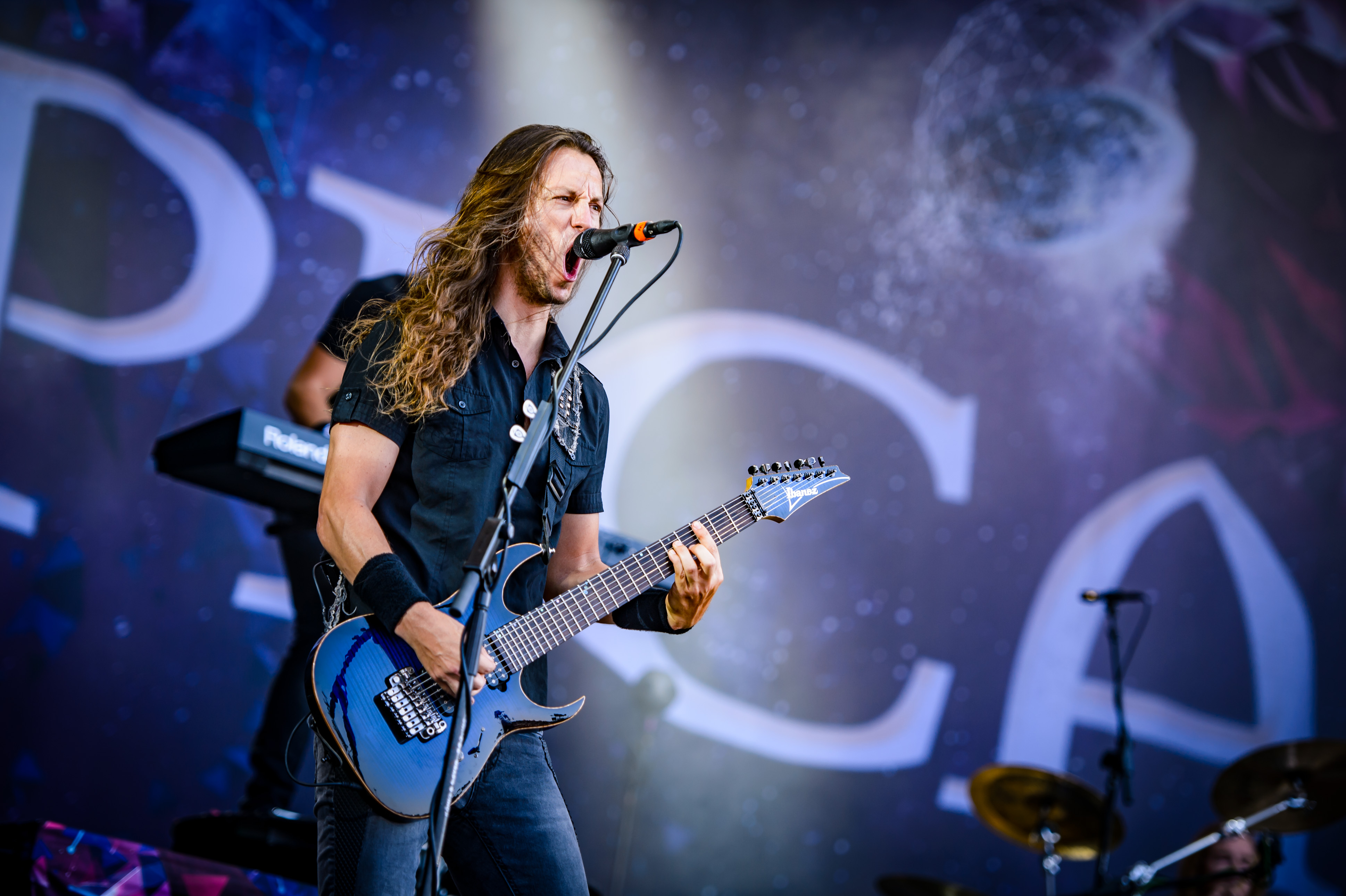
Jansen tocando con Epica en Wacken Open Air (2018).

Jansen estudió psicología y tiene una maestría en la misma especialidad.
Mark es un apasionado de los temas de ciencia y las teorías que buscan explicar cómo funciona el universo, temas de los que ha tomado mucha inspiración para sus álbumes con Epica. Sus letras también tienen muchas influencias filosóficas y espiritualistas. Mark también es fanático de la cultura maya y la cultura mexicana. Mark suele decir que considera a México su segundo hogar.
Mark ha decidido dejar de lado la vida de excesos, y desde hace años no toma alcohol. Su ejercicio favorito es correr en bicicleta.

## Equipo
- Ibanez RGA 7 string custom made
- Ibanez Universe
- Ibanez 7 string custom made
- Ibanez 7 string S series
- V-Empire Blue Rumble amps
- V-Empire 212 speaker cabinet
- V-Empire MFC-5

## Discografía

### After Forever
- Prison of Desire (2000)
- Decipher (2001)

### Epica
- The Phantom Agony (2003)
- Consign to Oblivion (2005)
- The Divine Conspiracy (2007)
- The Classical Conspiracy (2009) (en vivo)
- Design Your Universe (2009)
- Requiem for the Indifferent (2012)
- Retrospect (2013) (DVD)
- The Quantum Enigma (2014)
- The Holographic Principle (2016)
- The Solace System (2017,EP)
- Epica vs Attack on Titan Songs (2017,EP)
- Omega (2021)
- Aspiral (2025)

### MaYaN
- Quarterpast (2011)
- Antagonise (2014)
- Dhyana (2018)